# 周瑜
周 瑜（しゅう ゆ、拼音: Zhōu Yú）は、中国後漢末期の武将。字は公瑾（）。渾名は周郎。揚州廬江郡舒県（現在の安徽省六安市舒城県）の人。高祖父は周栄。従祖父は周景。従父は周忠。父は周異。子は周循・周胤・周妃。妻は小喬。二世三公（周景・周忠が太尉）の出自。

## 生涯

### 孫策との出会い
廬江郡の周家は後漢朝において、高祖父の周栄が尚書令になったのを始めに、従祖父の周景・従父の周忠が三公の一つである太尉を務めた名家である。父の周異も洛陽県令となっている。周瑜は成人すると立派な風采を備えるようになった。
孫堅が反董卓の連合軍に参加した際、彼の息子孫策の名声を聞いた周瑜は寿春に赴き、孫策と面会した。同い年の両者は親交を結んだ。孫策に舒への徙居を勧め、孫策はこれに従った。周瑜は大きな屋敷を孫策の一家に譲り、家族同然の付き合いをしたという。
興平元年（194年）、袁術の下にいた孫策は劉繇を攻略するため江東へ軍を挙げた。丁度その頃、従父の周尚が丹陽太守に任命されていたので、周瑜はご機嫌伺いに出向いていたが、孫策から誘いの手紙が来たため、周瑜は兵士を連れてこれに従った。孫策に従って横江・当利、さらに秣陵を攻略し、湖熟と江乗を通って曲阿に進み、劉繇を敗走させた。孫策の軍勢は数万に膨れ上がり、孫策は独力で呉と会稽を攻略できると判断し、周瑜には丹陽の守備を任せた。
袁術は丹陽太守に従弟の袁胤を送り、周尚と周瑜を寿春に召喚した。袁術は周瑜を配下に迎えようとしたが、周瑜は袁術の先行きに見切りを付け、居巣県長になることを願い袁術の下を離れ、やがて建安3年（198年）頃に呉に帰還した。その頃、魯粛と親交を結び、呉への亡命にも同行させている。
孫策は周瑜を歓迎し、建威中郎将に任命し、兵士2000人・騎馬50匹を与えた。さらに軍楽隊や住居を与えるなどその待遇は並外れていたといい、孫策はかつて丹陽で周瑜に受けた恩に報いるためには、これでもまだ足りないと述べたという。人々は当時24歳の若い周瑜を周郎と呼び称えていた。呉郡での名声の高さを買われて、牛渚の守備を任され、後には丹陽郡の春穀県長にも任命された。
建安4年（199年）、孫策は荊州攻略を考えるようになり、周瑜を中護軍に任命し、江夏太守の職務を任せ、攻略に当たらせた。廬江の皖を攻め落とした時、喬公の2人の娘を捕虜にした。孫策は姉の大喬を、周瑜は妹の小喬を妻に迎えた。尋陽まで軍を進めて劉勲を破り、江夏を討伐、さらに豫章と廬陵も平定した。周瑜は巴丘に駐屯した。

### 孫権を補佐
建安5年（200年）に孫策が急逝し、孫権が後継者となった。周瑜は軍勢を引き連れて葬儀に参加すると、そのまま呉に留まり、張昭と共に様々な諸務を取り仕切ることとなった。
この頃、諸将や食客の中には後を継いだばかりの孫権を軽んずる者もあった。周瑜は孫権に率先して臣下の礼を取り、規範を示したため、周囲もそれに従うようになった。なお周瑜は在野の魯粛の母親の身柄を呉に移していた。周瑜は孫権の王者としての資質と江南の天運の存在を挙げ、魯粛を説得した。魯粛は北へ戻ることを思いとどまり、周瑜の推挙により改めて孫権に仕官した。
建安7年（202年）、官渡の戦いで袁紹を破り勢いのあった曹操が、孫権の元に使者を差し向け人質を送ってくるよう命令した。孫権は群臣達に議論をさせたが、張昭や秦松といった参謀達もはっきりとした意見を出せなかった。孫権は心の中では人質を送りたくないと考えていたことから、母親の呉氏の元に周瑜一人を連れて、その席で議論をしようとした。周瑜は、人質を送らずこのまま力を蓄えて天下の情勢を見極めるべきと述べ、呉氏もこれに同調した。孫権はこれに従った。呉氏も孫権に対し、周瑜を兄として仕えるよう命じていた。
建安11年（206年）、周瑜は孫瑜の軍の目付けとして山越討伐を行い、麻・保の2つの屯所を攻略して一万人余りの捕虜を得た。その後、江夏太守の黄祖が部将の鄧龍を使って、孫権軍の前線基地であった柴桑を攻撃したが、周瑜はこれを迎撃、鄧龍を生け捕りにして江東に送還した。
黄祖陣営から甘寧が投降し、孫権に対し黄祖征伐を提案すると、周瑜は呂蒙とともにこれに賛同した。
建安13年（208年）春、孫権は江夏を討伐し、周瑜は前部大督（前線総司令）に任命された。

### 赤壁の戦い

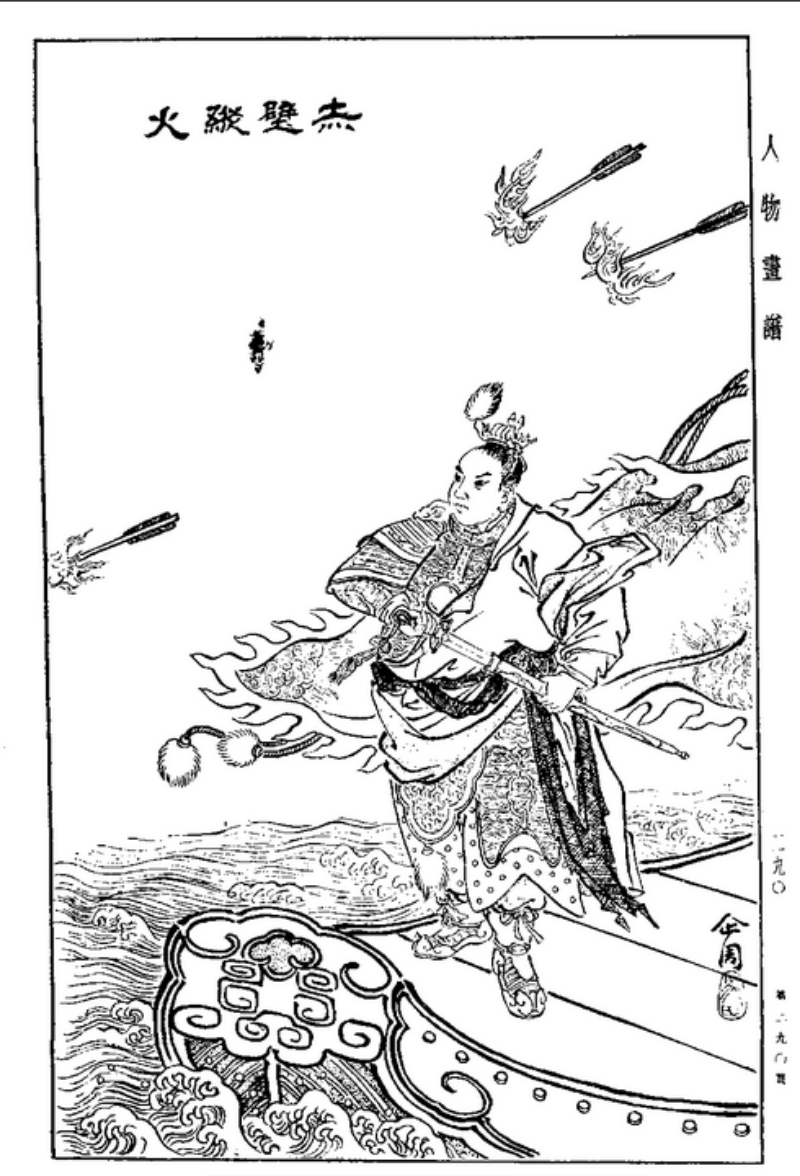
周瑜

建安13年（208年）9月、曹操が荊州に侵攻し劉琮を降伏させた。これを受けて孫権陣営では曹操に降伏するか抵抗するかで論争が起きた。曹操は兵士数万を有しており、劉表の整備した荊州水軍も手中に治めていたため、孫権陣営では降伏論者が多数を占めていた。周瑜はその時鄱陽への使者に出向き呉を留守にしていたが、主戦論者の魯粛に呼ばれ急いで帰還した。内緒の会話で既に必勝の自信を持った周瑜は孫権に「曹操を破りましたらば、長江上流は我々のものでございます」と進言し、孫権はこれに同意した。後に群臣の会議で曹操を漢の賊と呼び、それへの抗戦を主張し、曹操軍が抱える数々の不利と、自軍の利を降伏の群臣に説いた。周瑜は「曹操が自ら死ににやってきたというのに、それを迎え入れる事などありましょうや？将軍（孫権）の御為に計略を立てる事をお許し願いたい」と言った。抗戦派の孫権は曹操に対抗することを決断し、3万の精兵を周瑜や程普らに与え、曹操から逃れてきた劉備と合流した。
劉備は樊口（孫権の領地）に駐屯し、毎日、見張りを河辺に立たせて、孫権軍を待っていた。周瑜の船隊を見えた劉備はすぐさま一艘の小舟に乗って、周瑜に「今、曹操に抵抗するのは、まさしく計略の決定です。兵卒はいかほどおありか？」と訊ねた。周瑜が「3万人です」と言ったので、劉備は「残念ながら少なすぎますな」と言うと、周瑜が「これで充分です。劉備殿は、この周公瑾が敵を打ち破る様をゆっくりご覧あれ！」と言った。劉備は内心では周瑜が曹操軍を必ず撃破できるとは信じられなかった。そのため後方に下がって、二千の兵をひきいて関羽、張飛とともに動かず、周瑜に協力しようとはしなかった。赤壁の水上で曹操軍を迎撃させた。周瑜の予測通り、この時曹操軍は軍中に疫病を抱えており、一度の交戦で曹操軍は敗退して、長江北岸に引き揚げた。
周瑜らは長江南岸（赤壁）に布陣し、部将黄蓋の進言を採用して、曹操軍艦船の焼き討ちを計画した。降伏を偽装して接近に成功した黄蓋が、曹操軍の船団に火を放つと忽ち燃え広がり、岸辺の陣営に延焼した。次に烏林陸岸で孫権・程普・呂蒙・甘寧・凌統・韓当・周泰らは周瑜に随行して追撃を加えて曹操軍を打ち破った。被害が多数に及んだ曹操軍は、引き返して荊州の南郡に籠った（赤壁の戦い）。
周瑜が劉備と追走すると、曹操は曹仁と徐晃を江陵の守備に、楽進を襄陽の守備に残し、自らは北方へ撤退した。

### 荊州争奪と最期
戦後、孫権は江陵に目をつける。曹仁の守りは堅かったが、周瑜は甘寧を夷陵に進撃させ、曹仁と徐晃の部隊を分断した。曹仁が夷陵に軍を送り包囲すると、呂蒙の計略を採用し、凌統だけを守備に残して軍のほとんどを甘寧の救援に引き連れ、曹仁の包囲を打ち破り甘寧を救援した。
そのまま長江の北岸に陣を据えて江陵攻撃を続行したが、この時、正面決戦の末に、周瑜は右のわき腹に流れ矢を受けて傷を負った。周瑜は重傷のまま戦に臨み、将兵が周瑜に激励されたのであった。曹仁側には大量の犠牲者が続出し、曹仁を敗退させた。周瑜は偏将軍に任命され、南郡太守の職務にあたった。その功により、孫権は周瑜を都亭侯に任じた。さらに奉邑として下雋・漢昌・劉陽・州陵を与えられ、江陵に軍を駐屯させた。
この後、周瑜は荊州の長江南岸の地を劉備に分け与え、劉備は荊州の南岸に軍を駐屯させ、近隣の公安に軍府を置いていた。しかし、劉備はこれでも士民を養うのに足りないと考え、呉の京城に赴いていたとき、直接孫権のところに荊州の数郡を借りることを頼み込みに行った。この時、周瑜は孫権に上疏し、劉備を篭絡して劉備と関羽・張飛を分断し、両将を自ら率いると献策したが、孫権は今は曹操に対抗するため、一人でも多くの英雄が必要な時期と考え、また劉備を制約させることはできないだろうと判断し、周瑜の提案は却下された。また魯粛は曹操という大敵に対抗するためには劉備に力を与えておくべきと考え、孫権に進言した。
周瑜は、曹操が赤壁での疲弊から軍事行動を起こせないと判断した。その間に劉璋の支配が動揺していた益州を占領し、益州は孫瑜に任せた上で、関中の馬超と同盟を結び、自らは襄陽から曹操を攻めるという計画を立て、孫権の元に出向き、その同意を取り付けた。しかし、その遠征の途上に巴丘にて急逝した。36歳であった。
周瑜の死は孫権を大いに嘆かせた。孫権は建業に戻ってくる周瑜の柩を蕪湖まで出迎え、葬儀の費用の一切を負担した。また、後に命令を出し、仮に周瑜と程普が勝手に部曲を保有していたとしても、一切問題にしてはならないと言ったという。のち彼の子女らも呉の皇族と通婚関係を結んでいる。
周瑜の後は魯粛が継ぎ、魯粛の提案を受けた孫権は劉備に荊州を貸し与えた。
黄龍元年（229年）、孫権は即位した際に「周瑜がいなければ皇帝になれなかった」と嘆いた。
赤烏2年（239年）、孫権が蕪湖で祭る廟を建てた。中国で最初の城隍廟と思われている。

## 人物
- 立派な風采をしていた。知略・武略に優れており、その才能は曹操や劉備からも恐れられるほどであった。実際に曹操は蔣幹を使者として周瑜の引き抜きを図り、劉備は孫権に虚言を述べて、孫権と周瑜を離間させようとしたが、いずれも失敗に終わっている。
- 寛大な性格で人心を掴むことが得意だった。しかし宿将の程普とだけは折り合いが悪く、程普は若輩の周瑜を度々侮辱していたのだが、周瑜はあくまで膝を屈して謙り続けたので、その謙譲さに程普も遂に感服し、周瑜を尊重するようになった。
- 若い頃より音楽に精通しており、演奏を聴いていると、たとえ宴会中酒盃が三度回った後でも僅かな間違いに気付いた。そのため当時の人々は「曲に誤りあれば周郎が振り向く」という歌を作って囃したという。
- 主君の孫策・孫権との関係は親しかった。孫策とは同年で年少の頃から知り合い、ともにお互いの母親へ挨拶するなど良好な関係だった。孫権は周瑜を兄として扱われ、しばしば周瑜に衣服を下賜し、夏服冬服合わせると百着にもおよんだが、諸将で彼に比肩できる者はいなかった[16]。周瑜自身も蔣幹と面会した際に「外は君臣の義に託し、内に骨肉の恩を結び、建言は行なわれ計策に従われ、禍福を共にするもの」と孫権との関係を述べる。
- 本人の言によれば将来性のある主君を自ら選ぶという。初めて袁術へ仕官したが、袁術があまり才能がないと思っていたため、その下を離れる。孫権が跡を継いだ頃から、孫権が最終に帝位に就いたことを予言した。これに果して周瑜の思ったとおりであった[3]。

## 評価
陳寿は「曹公（曹操）は丞相という地位を利し、天子を手元に置き、その威をかりて群雄達の掃討につとめていたが、荊州の城を落とすや、その勢いを借りて東夏（＝呉）の地に鉾先を向けてきた。このときにあたり、（呉の朝廷では）意見を申し述べるものたちは、国の前途を危ぶみ、皆確信を失っていた。周瑜と魯粛とは、そうした中で他人の意見に惑わされる事無く明確な見通しさを立て、人々に抜きん出た存在を示したというのは、真に非凡な才能によるのである」と評している。
孫権は陸遜に対して周瑜らを論じた時「公瑾は勇敢で、膽略は人を兼ね、遂に孟徳を破り、荊州を開拓した。邈かにして継ぎ難く、君が今これを継いでいる。」孫権は「王佐の資」と評している。
東晋の袁宏の「三国名臣序賛」（『文選』所収）では魏の9人、蜀の4人、呉の7人が名臣として賞賛されており、その中に名を挙げられている。
唐の史館が選んだ中国六十四名将に選ばれている（武廟六十四将）。北宋の徽宗のとき、平虜伯の爵位を追贈する。

## 家系図
|  |  |      |      |      |      |      |      |  |  |      |      |      |      |      |      |  |  |      |      |      |      |      |      |  |  |      |      |      |      |      |      |  |  |      |      |      |      |      |      |  |  |      |      |      |      |      |      |  |  |      |      |      |      |      |      |
|  |  | 周栄 | 周栄 | 周栄 | 周栄 | 周栄 | 周栄 |  |  | 周興 | 周興 | 周興 | 周興 | 周興 | 周興 |  |  | 周景 | 周景 | 周景 | 周景 | 周景 | 周景 |  |  | 周崇 | 周崇 | 周崇 | 周崇 | 周崇 | 周崇 |  |  |      |      |      |      |      |      |  |  |      |      |      |      |      |      |  |  |      |      |      |      |      |      |
|  |  | 周栄 | 周栄 | 周栄 | 周栄 | 周栄 | 周栄 |  |  | 周興 | 周興 | 周興 | 周興 | 周興 | 周興 |  |  | 周景 | 周景 | 周景 | 周景 | 周景 | 周景 |  |  | 周崇 | 周崇 | 周崇 | 周崇 | 周崇 | 周崇 |  |  |      |      |      |      |      |      |  |  |      |      |      |      |      |      |  |  |      |      |      |      |      |      |
|  |  |      |      |      |      |      |      |  |  |      |      |      |      |      |      |  |  |      |      |      |      |      |      |  |  |      |      |      |      |      |      |  |  |      |      |      |      |      |      |  |  |      |      |      |      |      |      |  |  |      |      |      |      |      |      |
|  |  |      |      |      |      |      |      |  |  |      |      |      |      |      |      |  |  |      |      |      |      |      |      |  |  | 周忠 | 周忠 | 周忠 | 周忠 | 周忠 | 周忠 |  |  | 周暉 | 周暉 | 周暉 | 周暉 | 周暉 | 周暉 |  |  |      |      |      |      |      |      |  |  |      |      |      |      |      |      |
|  |  |      |      |      |      |      |      |  |  |      |      |      |      |      |      |  |  |      |      |      |      |      |      |  |  | 周忠 | 周忠 | 周忠 | 周忠 | 周忠 | 周忠 |  |  | 周暉 | 周暉 | 周暉 | 周暉 | 周暉 | 周暉 |  |  |      |      |      |      |      |      |  |  |      |      |      |      |      |      |
|  |  |      |      |      |      |      |      |  |  |      |      |      |      |      |      |  |  |      |      |      |      |      |      |  |  |      |      |      |      |      |      |  |  |      |      |      |      |      |      |  |  |      |      |      |      |      |      |  |  |      |      |      |      |      |      |
|  |  |      |      |      |      |      |      |  |  |      |      |      |      |      |      |  |  |      |      |      |      |      |      |  |  | 周異 | 周異 | 周異 | 周異 | 周異 | 周異 |  |  |      |      |      |      |      |      |  |  | 周峻 | 周峻 | 周峻 | 周峻 | 周峻 | 周峻 |  |  | 周護 | 周護 | 周護 | 周護 | 周護 | 周護 |
|  |  |      |      |      |      |      |      |  |  |      |      |      |      |      |      |  |  |      |      |      |      |      |      |  |  | 周異 | 周異 | 周異 | 周異 | 周異 | 周異 |  |  |      |      |      |      |      |      |  |  | 周峻 | 周峻 | 周峻 | 周峻 | 周峻 | 周峻 |  |  | 周護 | 周護 | 周護 | 周護 | 周護 | 周護 |
|  |  |      |      |      |      |      |      |  |  |      |      |      |      |      |      |  |  |      |      |      |      |      |      |  |  |      |      |      |      |      |      |  |  |      |      |      |      |      |      |  |  |      |      |      |      |      |      |  |  |      |      |      |      |      |      |
|  |  |      |      |      |      |      |      |  |  |      |      |      |      |      |      |  |  |      |      |      |      |      |      |  |  | 周尚 | 周尚 | 周尚 | 周尚 | 周尚 | 周尚 |  |  | 周瑜 | 周瑜 | 周瑜 | 周瑜 | 周瑜 | 周瑜 |  |  | 周循 | 周循 | 周循 | 周循 | 周循 | 周循 |  |  |      |      |      |      |      |      |
|  |  |      |      |      |      |      |      |  |  |      |      |      |      |      |      |  |  |      |      |      |      |      |      |  |  | 周尚 | 周尚 | 周尚 | 周尚 | 周尚 | 周尚 |  |  | 周瑜 | 周瑜 | 周瑜 | 周瑜 | 周瑜 | 周瑜 |  |  | 周循 | 周循 | 周循 | 周循 | 周循 | 周循 |  |  |      |      |      |      |      |      |
|  |  |      |      |      |      |      |      |  |  |      |      |      |      |      |      |  |  |      |      |      |      |      |      |  |  |      |      |      |      |      |      |  |  |      |      |      |      |      |      |  |  |      |      |      |      |      |      |  |  |      |      |      |      |      |      |
|  |  |      |      |      |      |      |      |  |  |      |      |      |      |      |      |  |  |      |      |      |      |      |      |  |  |      |      |      |      |      |      |  |  |      |      |      |      |      |      |  |  | 周胤 |      |      |      |      |      |  |  |      |      |      |      |      |      |
|  |  |      |      |      |      |      |      |  |  |      |      |      |      |      |      |  |  |      |      |      |      |      |      |  |  |      |      |      |      |      |      |  |  |      |      |      |      |      |      |  |  |      |      |      |      |      |      |  |  |      |      |      |      |      |      |
|  |  |      |      |      |      |      |      |  |  |      |      |      |      |      |      |  |  |      |      |      |      |      |      |  |  |      |      |      |      |      |      |  |  |      |      |      |      |      |      |  |  |      |      |      |      |      |      |  |  |      |      |      |      |      |      |

1. ↑  『後漢書』巻45には「興子景」、『三国志』巻54裴松之注には張璠の『漢紀』を引いて「景父栄」とある。
2. ↑  『三国志』巻54には「従祖父景」とある。
3. ↑  『三国志』巻54には「瑜従父尚」とある。

## 後世の信仰
北魏の時、北岸近くにあるこの周瑜廟がよく知られ、周瑜の名は「大雷神」とも呼ばれる。

## 演義、その他
小説『三国志演義』でも、「姿質風流，儀容秀麗」に美男子として描かれている。二張（張昭・張紘）を推薦し、および策謀をめぐらして王朗と太史慈を破ることなどから、孫策の時代に史実より出番が多い。孫策の死後に遺命によって孫権に仕え、張昭と並ぶ重臣となった（史実では張昭だけが後見を務めていた）。赤壁の戦いでは史実と同様、主戦派の重鎮として登場するが、劉備と孫夫人の結婚を提案する。劉備の使者として呉に滞在していた諸葛亮にその出会いのときから翻弄され続ける損な役回りを負わされている。自らの策を全て見透かす諸葛亮を危険視し暗殺を企むも果たせず、終始ライバル視しながらも遂に敵わず病に倒れる。臨終の際にも諸葛亮からの挑発的な書状を読み、天を仰いで「既に周瑜を生みながら、何故諸葛亮をも生んだのだ！（既生瑜、何生亮）」と血を吐いて憤死するという最期となっている。
ただし、軍事の才は『演義』においても優れており、赤壁の戦いを始めとして、多くの戦いで戦功を立てるのは史実と同様である。一国を担う将器・常人に勝る才幹を持つ人物として描かれているものの、それを更に圧倒する鬼謀を備えた諸葛亮の、引き立て役にされてしまったというイメージが強い（諸葛亮と周瑜の対比描写について、魯迅などは「物語にしても、実在の人物の功を歪曲しすぎており、やりすぎである」などと批判している）。
京劇では、「美周郎」というあだ名の通り古来から二枚目が演じる役とされており、眉目秀麗な英雄としてのイメージが定着している。
なお、『演義』において諸葛亮の代名詞となっている道士風の綸巾・羽扇は、元代までは周瑜の姿をイメージした衣装とされていた。北宋の詩人蘇軾の『念奴嬌』（小題「赤壁懐古」）という詞では「遥想公瑾当年、小喬初嫁了、雄姿英発、羽扇綸巾、談笑間檣櫓灰飛煙滅」と歌われ、南宋代の楊万里の詩『寄題周元吉湖北漕司志功堂』（『誠斎集』巻23所収）でも「周郎」が「又揮白羽岸綸巾」と詠まれている。趙以夫の『漢宮春次方時父元夕見寄』でも「応自笑、周郎少日、風流羽扇綸巾」と、周郎と羽扇綸巾がセットとしてイメージされていた。これが諸葛亮のものになっていくのは元代後期以降である（詳細は三国志演義の成立史#綸巾・羽扇を参照）。

## 周瑜を主題とした作品
映画
- 『レッドクリフ』二部作（2008年、中国・香港・台湾・日本・韓国合作、演：トニー・レオン）
- 『三国志 周瑜と孫策』（2020年、中国、演：リー・シェンシー）